# 羅南師管区
羅南師管区（らなんしかんく）は、1945年4月1日に、日本陸軍が徴兵などの軍事行政と地域防衛のために全国を区分けして設けた師管区の一つである。朝鮮北東部の咸鏡北道と咸鏡南道を範囲とした。区内は羅南兵事区と咸興兵事区に分かれた。平壌師管区・京城師管区・大邱師管区・光州師管区とともに、朝鮮軍管区の下にあった。羅南師管区司令部の管轄で、羅南師管区部隊があった。8月の敗戦で意義を失い、形式的には翌1946年3月31日に廃止された。

## 概要
師管区は従来の師管を改称したもので、地域防衛の担当地域であると同時に、徴兵・補充の単位となる地域でもある。
咸鏡北道・咸鏡南道には、1941年（昭和16年）11月1日から1943年（昭和18年）7月1日まで、羅南師管が置かれていた。
その後朝鮮に師管はなかったが、1945年（昭和20年）4月1日に師管を師管区に改めたとき、羅南にも師管区が置かれることになった。師管区司令部は既存の留守師団を改称して作ることが多かったが、留守師団がない羅南では司令部が新たに編成され、3月15日がその動員完結日とされた。師管区部隊の補充隊も同様に、新たに動員された。

## 師管区部隊
師管区司令官
- 西脇宗吉 中将：1945年（昭和20年）4月1日 -